# Још увек сањам (Највећи хитови)
Још увек сањам Највећи хитови је први компилацијски албум српског рок бенда Галија.
Објављен је 1990. године са новим аранжманима за песме: Госпи, Још увек сањам, Дигни руку, Пут и Бурна пијана ноћ.

## Списак песама
На албуму се налазе следеће песме:

## Чланови групе
- Ненад Милосављевић
- Предраг Милосављевић
- Жан Жак Роскам
- Бата Златковић
- Душан Караџић
- Бобан Павловић
- Зоран Радосављевић
- Предраг Милановић